# Out 1: Noli me tangere
Out 1: Noli me tangere ist ein Film von Jacques Rivette aus dem Jahr 1971, der seine endgültige Form 1990 fand. Von dem für Out 1 gedrehten Material existieren zwei fertiggestellte Filmversionen: eine Version mit einer Dauer von etwas mehr als 4 Stunden: Out 1: Spectre, sowie der ca. 13 Stunden lange Film Out 1: Noli me tangere.

## Entstehungsgeschichte
April–Mai 1970: Dreharbeiten.
1970–1971: Montage des Materials zu einer Arbeitskopie.
Oktober 1971: Vorführung einer ersten unfertigen, bereits ca. 13 Stunden langen Fassung des Films – vergleichbar einem Rohschnitt – in der Maison de la Culture von Le Havre.
1971–1973: Es stellt sich heraus, dass für die Fertigstellung und den Vertrieb der langen Version keine Produzenten gewonnen werden können. Rivette entschließt sich daraufhin, eine „Kurz“-Version herzustellen. Unter dem Titel Out 1: Spectre wird diese, Ende 1972, zunächst im Fernsehen übertragen, ehe sie, am 30. Juni 1973, ihre Kinopremiere im Internationalen Forum des jungen Films in Berlin feiert.
1990: Fast 20 Jahre nach den Dreharbeiten kann Rivette mit finanzieller Unterstützung des französischen Kulturministeriums und u. a. auch des Westdeutschen Rundfunks die Schnittarbeit am Film wieder aufnehmen und die endgültige Fassung der Lang-Version des Films herstellen, wobei der gesamte Stoff in 8 Episoden aufgeteilt wird.
Oktober 1990: Kino-Premiere von Out 1: Noli me tangere beim Festival international du cinéma européen in La Baule.
April–Mai 1991: Im deutschen Fernsehen werden die acht Episoden zuerst vom WDR gezeigt.

## Handlung
Paris im Frühjahr 1970.
Episode 1 – Von Lili zu Thomas: Eine Theatergruppe, unter der Leitung von Lili, bei den Proben zu Aischylos‘ Stück Sieben gegen Theben. – Ein junger Mann, Colin, der, zumeist in Cafés, für je einen Franc „Schicksalsbotschaften“ („Messages du Destin“) verkauft. Er gibt sich als taubstumm aus, kommuniziert nur über die Töne seiner Mundharmonika. – Eine zweite Theatergruppe, unter der Leitung von Thomas, bei den Proben zu Aischylos‘ Stück Der gefesselte Prometheus. – Eine junge Frau, Frédérique, die sich mit Kleindiebstählen durchschlägt, die, zumeist in Cafés, Männern ein paar Francs klaut oder schnorrt.
Episode 2 – Von Thomas zu Frédérique: Weitere Proben der Theben- und der Prometheus-Gruppe. – Weitere, nicht immer erfolgreiche, Klauereien von Frédérique.  – Lili trifft sich mit Élaine, die in ihrer Theatergruppe mitmacht, und sie trifft sich mit Lucie. In beiden Gesprächen fallen viele Namen – Igor ist einer von ihnen – und es fallen Sätze wie: „das sind die zwölf anderen“ und Lucie schlägt vor: „wir sollten uns alle mal wieder treffen“. – Colin bekommt Zettel zugespielt, auf denen sich mehr oder weniger kryptische Texte befinden. Die Entschlüsselung eines dieser Texte führt ihn auf Balzacs Geschichte der Dreizehn.
Dass es Sieben gegen Theben und Der gefesselte Prometheus sind, die geprobt werden, wird der Zuschauer in den ersten beiden Episoden ohne weiteres nicht erkennen. Bei den Proben geht es in beiden Gruppen eher um verschiedenste Formen der Körper- und Stimmarbeit als um das Rollenstudium. Die Proben werden auch im weiteren Verlauf noch eine Weile immer einmal wieder zu sehen sein, aber nicht mehr so dominierend wie in den ersten beiden Episoden. – Rivette: „In der langen Version passiert während der ersten drei oder vier Stunden fast nichts, es sind praktisch Dokumentarfilme von den beiden Theatergruppen und darüber, wie Jean-Pierre Léaud seine Umschläge auf den Champs-Élysées verteilt und wie Juliet Berto ihre kleinen Diebstähle begeht.“
Episode 3 – Von Frédérique zu Sarah: Colin bei einem Balzac-Experten: „Könnte es solch eine Gruppe der 13 auch heute noch geben ?“ – Frédérique und ein Typ namens Marlon; er schlägt sie zusammen, aber beklaut hat sie ihn dennoch. – Die Entschlüsselung eines weiteren Textes führt Colin auf eine Adresse: 2, place Sainte Opportune. Es ist die Adresse eines kleinen Ladens, einer Art Hippie-Boutique, die von Pauline geführt wird. Und plötzlich stellt sich heraus: er ist gar nicht taubstumm. – Eine der Frauen in Thomas‘ Prometheus-Gruppe ist Béatrice. So zärtlich wie sie miteinander umgehen, bedeutet sie ihm wohl mehr. In Thomas‘ Appartement sprechen sie über die Situation der Gruppe. Thomas braucht Rat von außen und wendet sich an Sarah, eine Schriftstellerin, die seit geraumer Zeit in einem Haus am Meer lebt. „Obade“ nennen es alle, die diesen Ort kennen. Thomas fährt hin und versucht, Sarah zu überreden, mit ihm nach Paris zu kommen …
Episode 4 – Von Sarah zu Colin: … was ihm auch gelingt. Von jetzt an ist Sarah bei den Proben der Prometheus-Gruppe dabei. – Bei der Theben-Gruppe taucht ein Neuer auf: Renaud. – Colin in der Boutique bei Pauline. „Sind Sie eine der 13 ?“, will er wissen. Sibyllinische Antworten. – Frédérique gelangt in das Haus Étiennes und entwendet dort einige Briefe. Auch in den Briefen geht es um diese mysteriöse Gruppe der 13. Die Absender der Briefe: Lucie und Igor. – Thomas besucht Pauline, aber nicht in der Boutique, sondern bei ihr zu Hause, und dort nennt sie sich nicht Pauline, sondern Émilie und ist in Sorge. In Sorge um ihren verschwundenen Mann – niemand anderes als jener Igor –, von dem sie kein Lebenszeichen mehr erhalten hat.
Episode 5 – Von Colin zu Pauline: Frédériques Versuche, mit den Briefen Geld zu machen. Ohne Erfolg bei Étienne und Lucie; die nimmt ihr die Briefe einfach wieder weg. Mit Erfolg bei Pauline, die an Igors Briefen natürlich interessiert ist. – Colin, total verliebt in Pauline. Aber sie will von seinen Annäherungsversuchen nichts mehr wissen, ist in ihren Gedanken nur noch bei Igor. – Thomas hätte am liebsten zwei Frauen: Béatrice und Sarah. – Quentin aus der Theben-Gruppe hat bei Rennwetten Geld gewonnen. Aber kaum hat er die Geldscheine den anderen präsentiert, sind sie auch schon wieder verschwunden, und mit ihnen … Renaud.
Episode 6 – Von Pauline zu Émilie: Die Suche der einzelnen Mitglieder der Theben-Gruppe nach Renaud. Die Suche bleibt erfolglos, aber am Ende der Episode lernt jemand anderes Renaud kennen: Frédérique. – In Paulines Boutique war Sarah aufgetaucht. Colin verfolgt sie und landet im Probenraum der Prometheus-Gruppe. Er befragt Thomas: Gibt es einen Zusammenhang zwischen Prometheus und der Gruppe der 13 ? Thomas ist leicht verunsichert. Woher weiß dieser junge Mann von der Gruppe der 13 ? – Daraufhin trifft sich Thomas mit Étienne. Lebt die Gruppe noch ? Étienne ist eher skeptisch. – Sarah bei Émilie. Sarah verteidigt Pierre, Émilie verteidigt Igor. (Und beide, Pierre und Igor, Figuren, über die im Film nur gesprochen wird.) – Colin widmet sich wieder den Kryptogrammen und entdeckt darin verborgen einen anderen Namen: Warok. – Das Mysteriöseste der Episode (wie ein Fragment aus einer ganz anderen Geschichte, in der es um gefälschte Pässe geht): In Paulines Boutique taucht ein Typ auf, der sagt, Lorenzo habe ihn geschickt. Pauline und Lili schlagen ihn zusammen, schleppen ihn in den Keller.
Episode 7 – Von Émilie zu Lucie: Colin bei Warok. Wieder seine Fragen nach der Gruppe der 13. Wieder keine erhellenden Antworten. – Émilie will Dokumente, die Pierre kompromittieren können, an die Presse senden. Sarah will es verhindern, schafft es aber nicht. Nachdem sie Thomas darüber informiert hat, trifft der sich mit Lucie und Étienne. Ratlosigkeit. – Frédérique: Hat sie in Renaud endlich jemanden gefunden, mit dem sie sich verbünden kann ? Oder will sie auch ihn nur ausnehmen ? – Im Haus am Meer, „Obade“: Die Freundinnen Lili und Émilie sind dort, als Thomas mit zwei Akteuren seiner Prometheus-Gruppe eintrifft.
Episode 8 – Von Lucie zu Marie: Inzwischen ist auch Sarah in der „Obade“ eingetroffen. Eine Aussöhnung zwischen Sarah und Émilie ? Möglicherweise. Eine Aussöhnung zwischen Thomas und Lili ? Eher nicht. – Bei Émilie meldet sich per Telefon Igor. Gemeinsam mit Lili bricht sie auf, zurück nach Paris. – Colin platzt in ein Gespräch von Lucie und Warok hinein: „Eure Gruppe der 13 ? Ein Hirngespinst.“ – Nur Frédérique findet ein tragisches Ende. – Die letzten Bilder des Films, eine der Darstellerinnen aus der Theben-Gruppe: Marie. Sie war es, die alles ins Rollen brachte, als sie – in Episode 2 – den ersten der drei kryptischen Texte Colin in die Hand drückte.

## Varia

### Der Titel – 1. WarumOut 1?
Rivette: „Der Titel Out 1 … ein bloßes Etikett … ein rein schriftlicher Titel, der, wie ich hoffe, keinerlei Sinn hat.“ – Stéphane Tchalgadjieff, Produzent des Films, erinnert sich so: „Für Rivette hieß der Film Out – ich glaube, Out im Sinne des Gegensatzes zu In. Damals sprach man viel von ‚in‘, von ‚cool‘, und er war ‚out‘, was so viel bedeutete wie: ich gehöre nicht dazu, ich bin draußen vor.“ – Hélène Frappat berichtet, dass es zu einem bestimmten Zeitpunkt Pläne gab, dem Film mindestens eine Fortsetzung Out 2 folgen zu lassen, in der Figuren wie Igor und Pierre endlich auftreten sollten.

### Der Titel – 2. WarumNoli me tangere?
Noli me tangere – berühre mich nicht. Rivette: „Ich kam erst während des Schnitts darauf, den Film so zu nennen. Denn es ist wirklich ein Film, in dem es darum geht, wie die Figuren sich zueinander bewegen. Sie gehen aufeinander zu, ohne sich wirklich zu berühren. Es gibt in dem Film in der Tat viele Momente der Bewegung aufeinander zu, die aber fast immer abgebrochen werden. Man verweigert sich, weicht zurück: Noli me tangere.“ Aber man solle solche Titel auch nicht zu ernst nehmen: „Man wirft sie den Kritikern hin, damit sie sich amüsieren.“

### Der Motor – BalzacsGeschichte der Dreizehn
Rivette: „Zwei, drei Wochen vor Drehbeginn von Out standen die vier, fünf Hauptfiguren fest, deren Wege sich kreuzen sollten. Da ist mir etwas klar geworden. Dieser Geschichte fehlte ein Motor, ein Anlass für die Begegnung von Juliet und Jean-Pierre und die zwischen ihm und Michael Lonsdale, der wiederum Bulle Ogier begegnete. Plötzlich fiel mir die Geschichte der Dreizehn ein. Ich kannte nur den Titel. Ich dachte: So eine Geheimgesellschaft wäre vielleicht nicht schlecht.“ – Balzac, der erste Satz der Vorrede zur Geschichte der Dreizehn: „Zur Zeit des (französischen) Kaiserreiches schlossen sich in Paris dreizehn Männer zusammen, die alle von einem gleichen Gefühl beseelt waren und Tatkraft genug besaßen, um einer gemeinsamen Idee die Treue zu wahren; sie waren so aufrichtig zueinander, daß niemals einer den anderen verriet, selbst wenn ihre Interessen entgegengesetzt waren; so klug und umsichtig, die heiligen Bande, die sie einten, zu verbergen; so stark, sich über alle Gesetze hinwegzusetzen; so kühn, alles zu wagen; so erfolgreich, ihre Vorhaben fast immer zum glücklichen Ende zu führen, wobei sie den größten Gefahren trotzten, Niederlagen jedoch verschwiegen.“

### Zwei Jahre nach gewissen Ereignissen im Mai 1968
Rivette, im Mai 1990: „Ich denke, wer diesen Film sieht, sollte wissen oder jedenfalls nicht vergessen, dass er exakt vor zwanzig Jahren gedreht wurde, im April und Mai 1970. Also zwei Jahre nach gewissen Ereignissen, die nicht nur in Paris für Aufruhr sorgten, sondern in ganz Europa und selbst in den USA.“ – Entsprechend das letzte Insert vor der ersten Einstellung der ersten Episode: „Le 13 avril 1970“.

### „Wildes Improvisieren“
Rivette: „Der Film entstand ganz und gar ohne geschriebenes Drehbuch. Es gab nur ein Gerüst. Alle Schauspieler, die im Film mitwirken, haben improvisiert. Jeder erfand seine Figur also selbst. In den Monaten vor Drehbeginn wurde daran geschliffen und darüber diskutiert. Jede einzelne Figur ist so entstanden. Erst wenige Tage vor Drehbeginn haben wir das Diagramm ihrer Begegnungen festgelegt.“ – Dazu Bulle Ogier, Darstellerin der Pauline / Émilie: „Bei Rivette sind die Schauspieler immer sehr aktiv einbezogen, aber in Out 1 hat er seine Arbeitsweise bis ins Extrem getrieben. Jacques forderte jeden von uns auf, sich eine Tätigkeit zu wählen. So kam ich auf diese Art von alternativem Ort: L’Angle du Hasard (Winkel des Zufalls). … Der Name der Boutique ist Rivette pur. … Grundsätzlich wusste keiner der Schauspieler, was die anderen am Vortag gespielt hatten. … Beim Spielen erschien alles absolut abstrakt: wir wussten vorher weder, was wir tun sollten, was wir sagen sollten, noch warum. Nur Rivette und Suzanne (Schiffman) wussten es; wir Schauspieler dagegen tappten vollkommen im Dunkeln. Es war einfach wildes Improvisieren, nach dem Motto: ‚Auf geht’s – nur zu !‘“

## DVD
DVDs 1–4 der Box Jacques Rivette, Out 1. absolut MEDIEN / arte Edition, 2013. ISBN 978-3-8488-7017-2. (Französische Originalfassung mit deutschen Untertiteln.) Enthält zusätzlich, in sieben Abschnitte aufgeteilt, ein langes Gespräch mit Rivette sowie den Film Die Geheimnisse von Paris von Wilfried Reichart.